# Kis-Tóth Lajos
Kis-Tóth Lajos (Sárospatak, 1953. június 28. –) nyugalmazott intézményvezető, az Eszterházy Károly Egyetem Médiainformatika Intézetének vezetője, habilitált főiskolai tanár, az Eszterházy Károly Egyetem Neveléstudományi Doktori Iskolájának témavezető tanára. 2021.09.01. a Tokaj-Hegyalja Egyetem főiskolai tanára lett, a Neveléstudományi Tanszéken.

## Tanulmányai, munkássága
Felsőfokú tanulmányait az egri Ho Si Minh Tanárképző Főiskola matematika–műszaki szakán, valamint az ELTE pedagógia szakán végezte. 1976-ban állt munkába az Eszterházy Károly Főiskolán, innen is ment nyugdíjba.
Főbb tématerületei az alábbiak voltak:
- az informatikai műveltségterület tartalmi vonatkozásai,
- multimédiafejlesztés és kipróbálás,
- mérés, értékelés a pedagógiában,
- a médiakompetencia szerepe,
- elektronikus tanulási környezetek kialakítása.

Egyetemi doktorátusát 1984-ben szerezte meg, a PhD tudományos fokozatot pedig 1998-ban a nyitrai Konstantin Filozófus Egyetem neveléstudományi doktori iskolájában. 2009-ben habilitált (ugyancsak neveléstudományokból) az ELTE Pedagógiai és Pszichológiai Karán.

## Főiskolai megbízatásai
Az Eszterházy Károly Főiskolán (ma: Eszterházy Károly Egyetem) számos megbízatást kapott; változatos pozíciókat töltött be. Volt egyebek között:
- tanszékvezető,
- projektiroda vezetője,
- a Tanárképzési Intézet vezető-helyettese,
- az Informatikai Bizottság elnöke,
- intézetvezető,
- a Gazdasági Bizottság tagja,
- a Lyceum Pro Scientiis Alapítvány kuratóriumának tagja és
- rektorhelyettes.

## Tudományos tevékenysége
Több szakmai és tanulmányúton vett részt külföldi egyetemeken és kutatóintézetekben, valamint több mint 30 nemzetközi szakmai konferencián. Hazai és nemzetközi konferenciákon több előadást tartott. Számos könyv, monográfia, tanulmánykötet, tankönyv, jegyzetek és egyéb kiadvány szerzője, illetve társszerzője. Ezek közül több külföldön, idegen nyelven is megjelent.
Munkássága meghatározó a hazai oktatástechnológia, médiainformatika és e-Learning tananyagfejlesztések fejlesztésében.

## Tagságai
Tagja a Hundidac Szövetség elnökségének MAB tagja, elnök-helyettes, MAB Pedagógiai Bizottság elnöke

## Kitüntetései
- Pro Urbe Sárospatak díj, 2017
- Hungarnet díj, 2017
- „Multimédia az oktatásban gyűrű — tanagyag díj”, 2015 (Neumann János Számítógép-tudományi Társaság)[1]
- Dr. Somos Lajos-díj, 2014
- Eszterházy Károly Gyakorlóiskola tiszteletbeli tagja – 2012
- A  Romániai Magyar Pedagógusok Szövetségének Ezüstgyopár díja, 2009
- Pro Academia Agriensi-díj, 2009
- Pro Magnanimitate Tua díj, ezüst fokozat (kápolna felújításáért), 2006
- Hutter Ottó-díj, 2006
- „Magyar Informatikáért” szakmai érem, 2003
- Kiss Árpád-díj, 2003
- A Nyitrai Egyetem dékánjának emlékplakettje (publikációs tevékenységéért), 2002
- Eszterházy Károly-emlékérem, 1993
- Az Eszterházy Károly Főiskoláért díj ezüst fokozata, 1990
- Tanárképző Főiskoláért díj
- Tudással Magyarországért Emlékplakett
- A Magyar Köztársasági Érdemrend kiskeresztje (1998)
- Miniszteri dicséret

## Válogatott publikációi
- Racsko Réka, Kis-Tóth Lajos (2019): A technológia szerepe a 21. századi tanár kompetenciájának fejlesztésében, KATOLIKUS PEDAGÓGIA: KATOLIKUS PEDAGÓGIAI TANSZÉKI FOLYÓIRAT / NEMZETKÖZI NEVELÉSTUDOMÁNYI SZAKFOLYÓIRAT 8: (1-2.) pp. 49–65.
- Racsko Réka, Kis-Tóth Lajos (2018): A PEDAGÓGUSKÉPZŐ INTÉZMÉNYEK DIGITÁLIS ÁTÁLLÁS INDIKÁTORAI, In: Buda, András; Kiss, Endre (szerk.) Interdiszciplináris pedagógia és a taneszközök változó regiszterei: a X. Kiss Árpád Emlékkonferencia előadásainak szerkesztett változata, Kiss Árpád Archívum Könyvtára; Debreceni Egyetem Bölcsészettudományi Kar, Nevelés- és Művelődéstudományi Intézet (2018) pp. 311–321.
- Kis-Tóth Lajos, Gulyás Enikő, Racsko Réka (2017): Transzverzális kompetenciák fejlesztésének pedagógiai módszerei, különös tekintettel a digitális kompetenciára, EDUCATIO 26: (2) pp. 230–245.
- Racsko Réka, Kis-Tóth Lajos (2015): Új tanulási környezetek a köznevelésben, In: Námesztovszki, Zsolt; Vinkó, Attila (szerk.) XXI. Multimédia az oktatásban és II. IKT az oktatásban konferencia = XXI Naučna konferencija „Multimediji u obrazovanju” i II Naučna konferencija „IKT u obrazovanjuˇ, Újvidéki Egyetem Magyar Tannyelvű Tanítóképző Kar (2015) pp. 253–258.
- Kis-Tóth Lajos, Komló Csaba (2015): A portfólió. Líceum Kiadó.
- Kárpáti Andrea, Kis-Tóth Lajos, Racsko Réka, Antal Péter (2015): Mobil infokommunikációs eszközök a közoktatásban, INFORMÁCIÓS TÁRSADALOM: TÁRSADALOMTUDOMÁNYI FOLYÓIRAT 2015: (1) pp. 7–25.
- Racsko Réka, Kis-Tóth Lajos, Gulyás Enikő (2015): Változó tanulási környezetek és módszerek, In: Tóth, Zoltán (szerk.) Új kutatások a neveléstudományokban 2014, Magyar Tudományos Akadémia Pedagógiai Tudományos Bizottság (2015) pp. 131–146.
- Sándor Zsuzsa, Jaskóné Gácsi Mária, Sontráné Bartus Franciska, Kelemen Judit, Marcziné Fazekas Erzsébet, Stóka György, Kézi Erzsébet, Gál Gyöngyi, Molnár Irén, Vismeg István, Kis-Tóth Lajos, Antal Péter, Bednarik László, Hauser Zoltán, Kelemen Judit, Kováts Dániel, Kis- Tóth Lajos, Sándor Zsuzsa (szerk., 2015)): A pedagógusképzés megújítása. Líceum Kiadó
- Kis-Tóth L., Borbás L., Kárpáti A. (2014): Táblagépek alkalmazása az oktatásban: tanári tapasztalatok, ISKOLAKULTÚRA: PEDAGÓGUSOK SZAKMAI-TUDOMÁNYOS FOLYÓIRATA 24: (9) pp. 50–71.
- Kis-Tóth Lajos, Fülep Ádám, Racsko Réka (2013): E-papír kísérletek a hazai közoktatásban, NEVELÉSTUDOMÁNY: OKTATÁS KUTATÁS INNOVÁCIÓ (1) pp. 107–123.